# Moving Target (album)
Albums de Gil Scott-Heron
Reflections
(1981) The Best of Gil Scott-Heron
(1984)
Moving Target est un album musical de Gil Scott-Heron sorti en 1982.

## Titres
Toutes les chansons sont écrites et composées par Gil Scott Heron, sauf mention contraire.
| 1.    | Fast Lane (Gil Scott-Heron, Robert Gordon) | 4:55 |
| 2.    | Washington, D.C.                           | 4:20 |
| 3.    | No Exit                                    | 4:05 |
| 4.    | Blue Collar                                | 5:45 |
| 5.    | Explanations                               | 4:12 |
| 6.    | Ready Or Not                               | 4:33 |
| 7.    | Black History/The World                    | 9:40 |
| 37:33 |                                            |      |